# جان ريوز
جان ريوز (بالفرنسية: Jean Ruiz)‏ (6 أبريل 1998 في فرنسا - ) هو لاعب كرة قدم فرنسي في مركز الوسط. شارك مع منتخب فرنسا تحت 17 سنة لكرة القدم ومنتخب فرنسا تحت 18 سنة لكرة القدم. أما مع النوادي، فقد لعب مع نادي سوشو.

## وصلات خارجية
- جان ريوز على موقع قاعدة بيانات كرة القدم.إي يو (الإنجليزية)
- جان ريوز على موقع ليكيب (الفرنسية)
- جان ريوز على موقع Soccerway.com (الإنجليزية)
- جان ريوز على موقع عالم كرة القدم.نت (الإنجليزية)